# Wilma Rudolph
Wilma Glodean Rudolph, ameriška atletinja, * 23. junij, 1940, Saint Bethlehem, Tennessee, ZDA, † 12. november 1994, Brentwood, Tennessee.
Wilma Rudolph je nastopila na poletnih olimpijskih igrah v letih 1956 v Melbournu in 1960 v Rimu. Na igrah leta 1956 je s šestnajstimi leti osvojila bronasto medaljo v štafeti 4x100 m, leta 1960 pa je postala trikratna olimpijska prvakinja v teku na 100 m, 200 m in v štafeti 4x100 m. Postavila je svetovne rekorde na 100 m, 200 m in s štafeto 4x100 m. Ob olimpijski zmagi na 100 m je s časom 11,3 s izenačila svetovni rekord, 19. julija 1961 pa ga je popravila za desetinko sekunde na 11,2 s. 9. julija 1960 je s časom 22,9 s postavila še nov svetovni rekord v teku na 100 m. 21. novembra 2014 je bila sprejeta v Mednarodni atletski hram slavnih.